# Spoorlijn Karlsruhe - Winden
De spoorlijn Karlsruhe - Winden bestaat eigenlijk uit twee afzonderlijke trajecten: de lijn van Winden en Karlsruhe ook wel Maxaubahn genoemd en de spoorlijn tussen Neustadt an der Weinstraße naar Kapsweyer, ook wel Pfälzische Maximiliansbahn of Maxbahn genoemd. De Duitse spoorlijn is onder beheer van DB Netze onder nummer 3443.
Niet te verwisselen met de Bayerische Maximiliansbahn tussen Ulm en de Oostenrijkse grens bij Kufstein en Salzburg.

## Geschiedenis
Het traject werd door de Maximiliansbahn-Gesellschaft in fases geopend:
- 14 maart 1864: Winden - Maximiliansau
- 8 mei 1865: Karlsruhe - Maxau

## Treindiensten

### Deutsche Bahn
De Deutsche Bahn verzorgt het personenvervoer op dit traject met RE- en RB-treinen.

### S-Bahn Rhein-Neckar
De S-Bahn, meestal de afkorting voor Stadtschnellbahn, soms ook voor Schnellbahn, is een in Duitsland ontstaan (elektrisch) treinconcept, welke het midden houdt tussen de Regionalbahn en de Stadtbahn. De S-Bahn maakt meestal gebruik van de normale spoorwegen om grote steden te verbinden met andere grote steden of forenzengemeenten. De treinen rijden volgens een vaste dienstregeling met een redelijk hoge frequentie.
De treinen van de S-Bahn Rhein-Neckar maken in Neustadt an der Weinstraße gebruik van het station.
- S1 Homburg (Saar) ↔ Osterburken: Homburg (Saar) - Kaiserslautern - Neustadt (Weinstraße) - Schifferstadt - Ludwigshafen - Mannheim - Heidelberg - Neckargemünd - Eberbach - Mosbach - Osterburken

### Stadtbahn Karlsruhe
De Albtal-Verkehrs-Gesellschaft verzorgt als S5 sinds september 1997 het personenvervoer tussen het centrum van Wörth via het centrum van Karlsruhe naar Bietigheim-Bissingen.

## Aansluitingen
In de volgende plaatsen was of is er een aansluiting van de volgende spoorwegmaatschappijen:

### Winden
- Kurbadlinie, spoorlijn tussen Winden en Bad Bergzabern
- Neustadt - Kapsweyer, spoorlijn tussen Neustadt en Kapsweyer

### Wörth am Rhein
- Schifferstadt - Wörth, spoorlijn tussen Schifferstadt en Wörth am Rhein
- Bienwaldbahn, spoorlijn tussen Wörth am Rhein en Lauterbourg (Frankrijk)

### Karlsruhe

#### Karlsruhe Kurpfalz
Aan het traject van de Badische Hauptbahn tussen Mannheim en Bazel werd aan de Ettlinger Tor ongeveer 500 meter ten zuiden van Karlsruher Marktplatz door Friedrich Eisenlohr een station gebouwd. Het station werd op 1 april 1843 geopend met aan de zuidzijde een depot en aan de oostzijde een goederenstation. Het traject met een spoorbreedte van 1600 mm werd enkele jaren later omgebouwd tot 1435 mm en liep door de tegenwoordige Kriegstraße. De plaats van het station werd daarna ingenomen door de Markthallen en rond 1960 door het Badischen Staatstheaters. Het goederenstation werd in 1997 afgebroken en aan de B 10 toegevoegd.
- Hardtbahn spoorlijn tussen Karlsruhe en Graben
- Rheinbahn spoorlijn tussen Mannheim en Rastatt
- Baden-Kurpfalz-Bahn spoorlijn tussen Heidelberg en Karlsruhe
  - Rheintalbahn spoorlijn tussen Mannheim Hbf en Basel Bad.bf

#### Karlsruhe Hbf
De bouw van een nieuw station van August Stürzenacker begon in 1910 en werd in de nacht van 22 op 23 oktober 1913 geopend. Het postkantoor werd aan de oostzijde gebouwd en het kopstation van de Albtalbahn (toen smalspoor) werd aan de westzijde gebouwd.
- Rheintalbahn spoorlijn tussen Mannheim Hbf en Basel Bad.bf
- Rheinbahn spoorlijn tussen Mannheim en Rastatt
- Karlsruhe – Mühlacker spoorlijn tussen Karlsruhe en Mühlacker
- HSL Karlsruhe – Bazel spoorlijn tussen Karlsruhe en Bazel
- Albtal-Verkehrs-Gesellschaft diverse trajecten rond Karlsruhe
  - Stadtbahn Karlsruhe diverse trajecten rond Karlsruhe

## Elektrische tractie
Het traject werd tussen Wörth am Rhein en Karlsruhe geëlektrificeerd met een spanning van 15.000 volt 16⅔ Hz wisselstroom.